# Frank Podmore

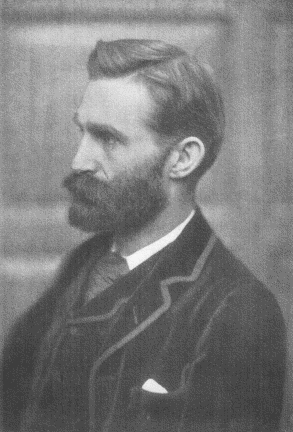
Frank Podmore (um 1895)

Frank Podmore (* 5. Februar 1856 in Elstree, Hertfordshire, England; † 14. August 1910 in Malvern, Worcestershire, England) war ein britischer Schriftsteller, der sich vor allem mit Paranormalität und Spiritismus befasste.

## Leben
Nach dem Besuch der Elstree High School in Haileybury, die er 1868 abschloss, studierte er bis zu seinem Abschluss 1877 am Pembroke College der University of Cambridge.
Podmore war nicht nur Mitglied der Fabian Society und der National Association of Spiritualism, sondern zwischen 1882 und 1909 auch Mitbegründer sowie Mitglied des Rates der Society for Psychical Research, einem Verein zur Erforschung parapsychologischer Phänomene.
Seine zahlreichen Bücher befassten sich vor allem mit paranormalen und parapsychologischen Phänomen wie denen von Daniel Dunglas Home, animalischem Magnetismus sowie außersinnlichen Wahrnehmungen. Zu seinen wichtigsten Veröffentlichungen zählen:
- Apparitions and Thought-Transference (1892)
- Studies in Psychical Research (1897)
- Modern Spiritualism (1902)
- Spiritualism (1903)
- The Naturalisation of the Supernatural (1908)
- Mesmerism and Christian Science (1909)
- Telepathic Hallucination: The New View of Ghosts (1909)
- The Newer Spiritualism (1910)

Des Weiteren verfasste er unter dem Titel Biography of Robert Owen (1906) eine Biografie des Unternehmers und Frühsozialisten Robert Owen.